# Verrières-le-Buisson
Verrières-le-Buisson [vɛʁjɛʁ lǝ bɥisɔ̃] ist eine französische Stadt mit 14.772 Einwohnern (Stand 1. Januar 2022), etwa 14 km südwestlich von Paris.

## Wappen
Beschreibung:

Geteilt: oben in Silber eine grüne bewurzelte Eiche, unten in Blau ein kleiner schwarzer Schild, belegt mit drei silbernen Kugeln und begleitet von drei goldenen Lilien.

## Geographie
Die Stadt liegt in der Île-de-France in der Naturregion Le Hurepoix südwestlich von Paris und wird vom Fluss Bièvre durchquert.

## Städtepartnerschaften
- Gemeinde Hövelhof im Kreis Paderborn seit 29. Mai 1971
- Swanley nahe London in England, Großbritannien seit 1985
- Zinado in der Provinz Ganzourgou in Burkina Faso

## Sehenswürdigkeiten
Siehe auch: Liste der Monuments historiques in Verrières-le-Buisson
- Gotische Pfarrkirche Notre-Dame de l’Assomption aus dem 13. Jahrhundert
- Renaissanceschloss Château Vaillant (17. Jahrhundert)
- Taubenturm, erbaut 1888

## Söhne und Töchter der Stadt
- Henri Honoré d’Estienne d’Orves (1901–1941), französischer Marineoffizier, gilt als „erster Märtyrer für ein freies Frankreich“ und Held der französischen Résistance.
- Louise Lévêque de Vilmorin (1902–1969), Schriftstellerin, Dichterin und Journalistin, auf dem Schlossgut ihrer reichen Familie versammelte sie immer wieder die führenden Künstler Frankreichs um sich
- Daniel Wildenstein (1917–2001), Kunsthistoriker, Kunsthändler, Autor und Kunstsammler und ein renommierter Züchter von Vollblutpferden und erfolgreicher Rennstallbesitzer